# Marokite
La marokite (simbolo IMA: Mro) è un minerale del supergruppo della marokite appartenente alla famiglia degli "ossidi e idrossidi" con composizione chimica CaMn3+2O4..

## Etimologia e storia
Il minerale prende il nome dalla sua località tipo, situata in Marocco, presso la miniera "Tachgagalt" situata nella regione di Drâa-Tafilalet.

## Classificazione
Nella nona edizione della sistematica dei minerali di Strunz, aggiornata dall'Associazione Mineralogica Internazionale (IMA) fino al 2009, la marokite è elencata nella classe "4. Ossidi (idrossidi, V[5,6] vanadati, arseniti, antimoniti, bismutiti, solfiti, seleniti, telluriti, iodati)" e nella sottoclasse "4.B Metallo:Ossigeno = 3:4 e simili"; questa viene ulteriormente suddivisa in base alla dimensione dei cationi coinvolti, in modo che la marokite possa essere trovata nella sezione "4.BC Con catione di dimensione media e grande" dove il minerale forma il sistema nº 4.BC.05 di cui è l'unico membro.
Nell'edizione successiva, proseguita dal database "mindat.org" e chiamata Classificazione Strunz-mindat, tale classificazione viene mantenuta invariata.
Nella Sistematica dei lapis (Lapis-Systematik) di Stefan Weiß la marokite si trova nella classe degli "ossidi" e nella sottoclasse degli "ossidi con rapporto metallo/ossigeno = 3:4 (tipo spinello M3O4 e composti correlati)" dove forma il sistema nº IV/B.05 insieme a hausmannite, iwakiite, hetaerolite, idrohetaerolite, xieite, harmunite, wernerkrauseite, tegengrenite e filipstadite.
Anche nella classificazione dei minerali secondo Dana, usata principalmente nel mondo anglosassone, elenca la marokite nella classe degli "ossidi multipli" e nella sottoclasse degli "ossidi multipli (A+B2+)2X4; gruppo dello spinello" dove forma il sistema nº 07.02.10.

## Abito cristallino
La marokite cristallizza nel sistema ortorombico con il gruppo spaziale Pmab oppure P21ab; i suoi parametri reticolari sono a = 9,71 Å, b = 10,03 Å e c = 3,162 Å, oltre ad avere 2 unità di formula per cella unitaria.

## Origine e giacitura
La marokite è stata trovata nei depositi idrotermali di ossidi di manganese in paragenesi con jouravskite, hausmannite, braunite, criptomelano, pirolusite, crednerite, dolomite, barite e calcite (per campioni trovati nella miniera di "Tachgagalt" situata nella regione di Drâa-Tafilalet, in Marocco); oppure con pirolusite, criptomelano e opale (per campioni trovati a Kuruman, in Sudafrica).
Il minerale è piuttosto raro ed è stato trovato solo in poche località sparse per il mondo: oltre alla località tipo già citata, ci sono stati ritrovamenti anche nella municipalità locale di Joe Morolong in Sudafrica, nel distretto di Anugul (India), nell'oblast' di Čeljabinsk (Russia), a Tenerife (Spagna), nella contea di Mineral (Nevada, Stati Uniti), a Ettringen e Gerolstein (Renania-Palatinato, in Germania).

## Forma in cui si presenta in natura
La marokite si presenta in cristalli prismatici di dimensioni fino a 5 cm, ma possono essere fibrosi, in gruppi addensati. Il colore del minerale va dal grigio chiaro al marrone, con riflessi interni rosso carminio, mentre il colore del suo striscio è rosso marrone.